# Paul Satterfield
Paul Parsons Satterfield II, lepiej znany jako Paul Satterfield (ur. 19 sierpnia 1960 w Nashville w stanie Tennessee) – amerykański aktor telewizyjny i filmowy.

## Życiorys

### Wczesne lata
Urodził się w Nashville w Tennessee jako syn Paula Satterfielda, strażaka z Nashville, który zginął na służbie, i autorki tekstów i piosenkarki Priscilli Coolidge, siostry piosenkarki Rity Coolidge. Jego matka wyszła ponownie za mąż za Bookera T. Jonesa, frontmana zespołu Booker T. and the M.G.’s.
Ukończył Whitman College w Waszyngtonie.

### Kariera
Zaczął swoją karierę jako model, a następnie występował w drobnych rolach w filmach i serialach telewizyjnych, takich jak Beverly Hills, 90210 (1991). W operze mydlanej ABC Szpital miejski (General Hospital, 1991–1994) wcielił się w postać Paula Hornsby’ego. Następnie zagrał wraz z Jennifer Lopez w serialu CBS Hotel Malibu (1994). Pojawił się także u boku Jima Carreya w filmie Bruce Wszechmogący (Bruce Almighty, 2003).

## Filmografia

### Seriale TV
- 1986: Hunter jako kelner
- 1989: The Famous Teddy Z
- 1990: Just the Ten of Us jako Max Fleming
- 1991: Beverly Hills, 90210 jako Don
- 1991–1994: Szpital miejski (General Hospital) jako Paul Hornsby
- 1994: Hotel Malibu jako Mark
- 1994: Album rodzinny (Family Album) jako Paul Steel
- 1995: Klinika uniwersytecka (University Hospital) jako dr Jack Gavin
- 1995: Nadzieja i chwała (Hope & Gloria) jako J.T.
- 1995: Nowe przygody Flippera (The New Adventures of Flipper) jako Sandy Ricks
- 1995: Renegat (Renegade) jako Alan Fine
- 1996–1997: Savannah jako Tom Massick
- 1997: Pacific Palisades jako John Graham
- 1997: Sekrety Weroniki (Veronica's Closet) jako Dan
- 1997–1998: Siódme niebo jako pan Koper
- 1998: Mroczne dziedzictwo jako David Cord
- 1998: Statek miłości (Love Boat: The Next Wave) jako Warren McMahon
- 1998–1999: Moda na sukces (The Bold and the Beautiful) jako dr Pierce Peterson
- 1999: Zdarzyło się jutro (Early Edition) jako Paul Kettler
- 2000: Portret zabójcy (Profiler) jako agent Ted Halder
- 2000: V.I.P. jako Jason Monroe
- 2000: Ja się zastrzelę (Just Shoot Me!) jako dr Rose
- 2000: Kameleon (The Pretender) jako agent Ted Halder
- 2001: Schwartza pomysły na życie (Inside Schwartz) jako Blake
- 2001: Will & Grace jako Sumner Davis
- 2003: Związek (Coupling) jako Howard
- 2005–2007: Tylko jedno życie (One Life to Live) jako Spencer Truman
- 2011: The Bay jako Lee Nelson

### Filmy fabularne
- 1987: Creepshow 2 – Opowieści z dreszczykiem (Show kreatury 2) jako Dake
- 1989: Arena jako Steve Armstrong
- 1999: Hefner: Unauthorized (TV) jako Vic Lownes
- 2002: Duty Dating jako Sheridan
- 2003: Bruce Wszechmogący (Bruce Almighty) jako Dallas Coleman
- 2003: Living Straight (TV) jako Billy Evans
- 2005: Tajemnicza kobieta: Tajemniczy weekend (Mystery Woman: The Mystery Weekend, TV) jako Grant